# Television i Ukraina

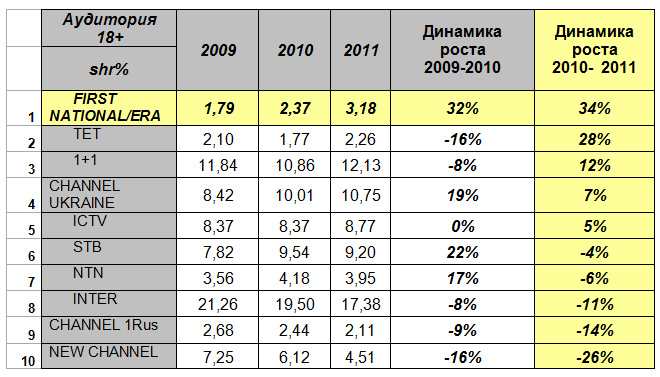
Ukrainas TV-tittare ser idag oftast på någon av de privatägda kanalerna Inter, 1+1, Ukrajina, STB eller ICTV. Ukrainas statsägda "TV1" (Persjyj Natsionalnyj), grundad 1965, har på senare år tappat det mesta av sin tittarskara.

Television i Ukraina sträcker sig tillbaka till 1939, då den första TV-sändningen genomfördes i Kiev. Regelbundna sändningar kom dock igång först 1951. Idag är minst åtta TV-bolag med flera kanaler samt ytterligare ett halvdussin fristående kanaler verksamma på den ukrainska TV-marknaden.
Det tidigare dominerande statsägda (i Ukrainska SSR) TV-bolaget (NSTU) har sedan 1990-talet förlorat sitt monopol. Det idag omfattande och svåröverblickbara ukrainska TV-utbudet präglas helt av kanaler kopplade till ett antal större företagskonglomerat med privata ägare.
Sändningarna sker omväxlande på ukrainska (mest i statliga, allmännyttiga kanaler) och ryska, och sedan mitten av 00-talet har även kanaler med engelsk textning eller programledarspråk startats. Förutom rikstäckande och satellitsända TV-kanaler finns regionala kanaler med både statligt och privat ägande. Ukraina har genomfört en långdragen övergång till digital-TV, samtidigt som vissa nya kanaler sänder uteslutande via Internet.

## Historik

### Bakgrund
Den första officiella TV-sändningen i Ukraina ägde rum i Kiev 1 februari 1939. Det var 40 minuter långt och presenterade ett porträtt av Sergo Ordzjonikidze. Efter andra världskriget, den 6 november 1951, inledde ett Kievbaserat TV-center sina "direktsändningar". Den första sändningen bestod av den patriotiska filmen Den stora glöden. Nästa dag kom en ny sändning, denna gång med en presentation av högtidlighållandet av den 34:e årsdagen av Oktoberrevolutionen.
1 maj 1952 visade man en direktsändning av en konsert (presenterad i Studio B, den enda tillgängliga studion i TV-huset) med ukrainska sångare och musiker från Kievs Taras Sjevtjenko-operateater. Programmet leddes av Novela Separionova, TV-husets första programpresentatör.
1953 färdigställdes bygget av Kievs TV-hus vid Chresjtjatyk, efter att motsvarande TV-hus i Moskva och Leningrad blivit färdiga. Reguljära sändningar inleddes 1956; dessförinnan visade man endast två kortare programblock per dag med antingen film eller dokumentärer. Studiosändningarna var till att börja med endast direktsända, och eftersändningar av inspelat TV-material blev vanliga först i mitten av 1960-talet.

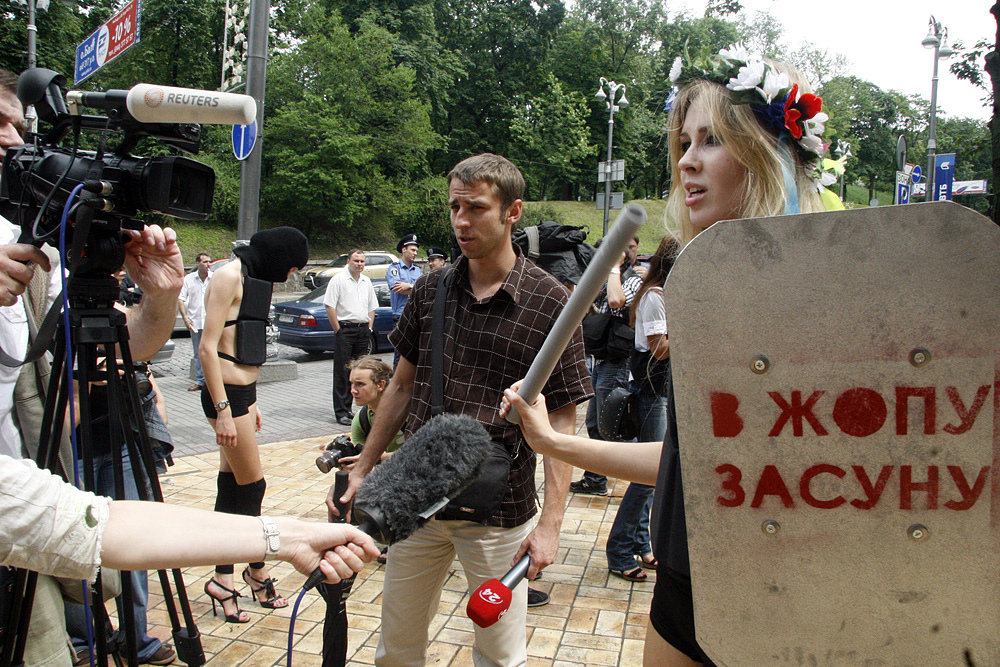
Femen-demonstration juni 2010 mot de första 100 dagarna av Viktor Janukovytj presidentstyre (och inskränkt pressfrihet).

### Tidiga kanaler
Den första nationella TV-kanalen (inom den ukrainska sovjetrepubliken) presenterades 20 januari 1965 under namnet UT-1 (idag Persjyj Natsionalnyj). 6 mars 1972 skapades en andra kanal – UT-2. 1983 började ett nytt TV-hus byggas upp vid Melnykgatan 42, men sändningarna tog sin början först 1993, efter Sovjetunionens upplösning.

### Kanaler sedan 1991
Efter Ukrainas självständighet har en mängd privatägda kanaler tagit över de flesta TV-tittarna. Kanalerna, som ofta är samägda i TV-bolag kopplade till oligarkstyrda företagskonglomerat (se Ukrainas ekonomi#Företagsgrupper) har marginaliserat de tidigare dominerande statliga TV-kanalerna. Situationen är inte helt olik den i USA, där allmännyttiga Public Broadcasting Service har en mycket låg tittarandel.
Först efter den orangea revolutionen 2005 blev ukrainsk TV-journalistik mer självständig. Kontrollen över TV ökade dock från och med 2009, då det statliga TV- och radiorådet hävdade att "politiska påtryckningar på massmedierna har ökat på sistone, efter att nya lagar och andra regleringar inom massmedieområdet införts under Viktor Jusjtjenko period vid makten.
Från januari 2009 vägrade Ukrainas premiärminister Julia Tymosjenko att framträda i Inter "så länge kanalens journalister, styrelse och ägare vägrar att respektera pressfriheten och glömt av själva kärnan i deras yrke – hederlighet, objektivitet och opartiskhet".

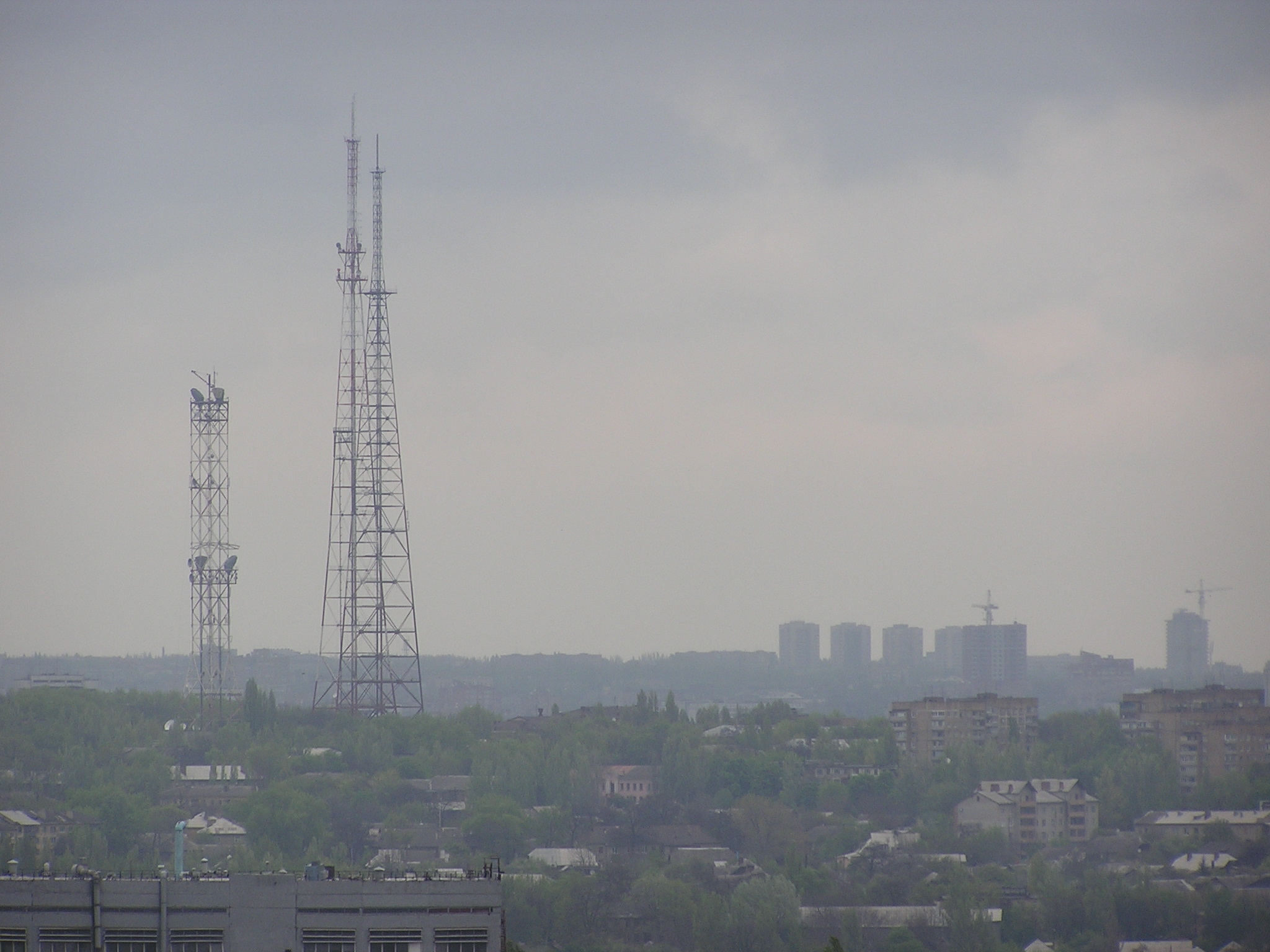
TV-masterna i Donetsk, där strider stod under våren/sommaren 2014.

I början på mars 2014 stängde Krim av Kiev-baserade TV-kanaler, inför folkomröstningen senare i månaden. Senare under mars månad beslöt Ukrainas statliga TV- och radioråd om åtgärder mot vissa ryska TV-kanaler som anklagades för att sända falsk information om Ukraina. Dessa kanaler togs bort från utbudet i kabel-TV.

## Sändningstekniker

### Digital-TV
2007 och 2008 gjorde några Kiev- och Odessa-baserade kanaler framgångsrika testsändningar enligt den digitala DVB-T-tekniken. Planerna för att införa marksänd digital-TV över landet godkändes dock inte av regeringen, så hela övergången lades (tillfälligt) på is. Två versioner av den digitala övergången presenterades – en av Transport- och kommunikationsministeriet och en av TV- och radiorådet. 26 november godkände ministeriet till slut en digital-TV-plan, under förutsättning att inga statliga medel skulle läggas på det hela.
Därutöver fanns/finns en tredje part bestående av kommittén för TV-industrin och föreningen för TV-kanaler, vilka representerar TV-kanalerna på respektive nationell och regional nivå. Båda organisationerna hjälper till så övergången skulle bli så smidig som möjlig för de över 20 rikstäckande och 150 regionala TV-bolagen.
Till slut beslutades att införa rikstäckande marksänd digital-TV från september 2011. Den skulle använda DVB-T2-standarden. Dessförinnan hade Ukraina testat både DVB-T/MPEG-2 och DVB-T/MPEG-4.

### Annan teknik
Kommersiella digitala TV-sändningar via MMDS fungerar i Kiev och i några andra städer.
DVB-C-sändningar (digital kabel-TV) för betal-TV-kanaler har etablerats i kabelnätverken i Kiev, Odessa, Krementjuk, Poltava, Donetsk och några andra städer.

## Satellit- och kabel-TV-distribution

### Utländska TV-kanaler
Många utländska TV-kanaler med ukrainsk tal sänds till ukrainska hushåll via kabel eller satellit. Juli 2014 var Discovery Channel, TLC och National Geographic Channel de tre utländska kanalerna med störst ukrainsk tittarandel, ingen dock i närheten av 1 procent. TV-kanaler baserade i Ryska federationen kan tas emot via parabol och IPTV och har en stor mängd tittare i främst de ryskspråkiga områdena av landet. I samband med Rysslands annektering av Krim mars 2014 togs (ett antal) ryska TV-kanaler bort från de ukrainska kabel-TV-näten och TV-kanalernas internetsidor blockerades 2017. I Ukraina kringgås blockeringarna av det här slaget, exempelvis genom att använda IPTV och så kallade VPN-tjänster - privata nätverk.

### Distributörer
Svenskägda Viasat etablerade sig 2008 som Ukrainas första licensierade distributör av satellit-TV-kanaler via dotterbolaget Viasat Ukraina. Man inledde distribution av egna kanaler, större ukrainska kanaler samt västerländska satellit-TV-kanaler. Det ukrainska bolaget är ett samriskbolag mellan Viasat och det lokala bolaget Strong Media Group.

## Större kanaler och TV-bolag

### Populära TV-kanaler

#### MX-1 (DVB-T2)
Juli 2014 hade följande kanaler högst tittarandel, enligt en undersökning gjord av den nationella TV-industrikommittén. Se även något annorlunda siffror (publicerade på Tampanel.com.ua) i den större kanaltabellen längre ner.
| Plats | Kanal       | Tittarandel | Satellite | Kabelik | IPTV | OTT (%) |
| ----- | ----------- | ----------- | --------- | ------- | ---- | ------- |
| 1     | Inter       | 9,52        | ✔         | ✔       | ✔    | ✔       |
| 2     | Ukrajina    | 8,98        | ✘         | ✘       | ✘    | ✘       |
| 3     | 1+1         | 8,66        | ✔         | ✔       | ✔    | ✔       |
| 4     | NTN         | 7,68        |           |         |      |         |
| 5     | K1          | 7,24        |           |         |      |         |
| 6     | ICTV        | 6,90        |           |         |      |         |
| 7     | Enter-film  | 4,33        |           |         |      |         |
| 8     | UA: Pershyi | 3,48        |           |         |      |         |

#### MX-2 (DVB-T2)
| Plats | Kanal      | Tittarandel | Satellite | Kabelik | IPTV | OTT (%) |   |
| ----- | ---------- | ----------- | --------- | ------- | ---- | ------- | - |
| 9     | STB        | 2,67        | ✔         | ✔       | ✔    | ✔       |   |
| 10    | M1         | 2,45        |           |         |      |         |   |
| 11    | Indigo TV  | 1.95        |           |         |      |         |   |
| 12    | Zoom       | 2.43        |           |         |      |         |   |
| 13    | TET        | 2.46        |           |         |      |         |   |
| 14    | K2         | 2.47        |           |         |      |         |   |
| 15    | Novy Kanal | 2.32        |           |         |      |         |   |
| 16    | Prymiy     | 2.41        | ✘         |         | ✔    | ✔       | ✔ |

#### MX-3 (DVB-T2)
| Plats | Kanal       | Tittarandel | Satellite | Kabelik | IPTV | OTT (%) |
| ----- | ----------- | ----------- | --------- | ------- | ---- | ------- |
| 17    | NLO TV      | 3.06        | ✔         | ✔       | ✔    | ✔       |
| 18    | Piksel TV   | 3.12        |           |         |      |         |
| 19    | Espresso TV | 3.37        | ✔         | ✔       | ✘    | ✘       |
| 20    | Mega        | 3.15        | ✔         | ✔       | ✔    | ✔       |
| 21    | ZIK         | 3.26        |           |         |      |         |
| 22    | XSPORT      | 3.23        |           |         |      |         |
| 23    | 2+2         | 3.74        |           |         |      |         |

#### MX-4 (DVB-T)
| Plats | Kanal   | Tittarandel | Satellite | Kabelik | IPTV | OTT (%) |
| ----- | ------- | ----------- | --------- | ------- | ---- | ------- |
| 24    | M2      | 4.51        | ✘         | ✘       | ✘    | ✘       |
| 25    | UNIAN   | 4.34        |           |         |      |         |
| 26    | NewsOne | 4.92        |           |         |      |         |

#### MX-5 (DVB-T2)
| Plats | Kanal        | Tittarandel (%) |
| ----- | ------------ | --------------- |
| 27    | 112 Ukraina  | 5.13            |
| 28    | 5 Kanal      | 5.25            |
| 29    | UA: Kultrypa | 5.18            |
| 30    | Rada         | 5.42            |
| 31    | Eskylap TV   | 5.74            |

#### MX-6 (DVB-H)
| Plats | Kanal    | Tittarandel (%) |
| ----- | -------- | --------------- |
| 32    | PlusPlus | 6.31            |
| 33    | TRK Kyiv | 6.52            |

#### MX-7 (DVB-T2)
| Plats | Kanal            | Tittarandel (%) |
| ----- | ---------------- | --------------- |
| 34    | Army TV          | 7.02            |
| 35    | TRK Ukraine      | 7.09            |
| 36    | Megogo Sport     | 7.13            |
| 37    | Pixel TV         | 7.19            |
| 38    | Kvartal TV       | 7.26            |
| 39    | Football 1       | 7.30            |
| 40    | Football 2       | 7.47            |
| 41    | Football 3       | 7.56            |
| 42    | UA: Pershyi      | 7.62            |
| 43    | Suspline Kultura | 7.72            |
| 44    | M2               | 7.86            |
| 45    | UA: Kyiv         | 7.93            |

### Större TV-bolag
De ukrainska TV-kanalerna är antingen stats- eller privatägda. Sedan Ukrainas självständighet har ett stort antal privata kanaler startats, och dessa står idag för större delen av andelen av TV-tittandet i Ukraina. De större kanalbolagen är:
- Natsionalna Telekompanija Ukrajiny – Ukrainas nationella TV-bolag. Här finns förutom "TV1" (Persjyj Natsionalnyj) även kanalerna UTR (med engelsk textning) samt Kultura. Statsägda kanaler är även ett antal regional-TV-kanaler, nationalbankens TV-kanal och parlamentets dito.
- 1+1 Media – bolag som ingår i Privat-gruppen. Man har tidigare haft en 25-procentig tittarandel.
- Inter Media – kontrollerat av Dmytro Firtasj.
- StarLightMedia – kontrollerat av Viktor Pintjuk. Var 2013 det mest populära TV-bolaget, före GDF Media och 1+1 Media.[14]
- Media Group Ukraine – bildat 2010[15] och kontrollerat av Rinat Achmetov. Sägs ha nästan en tredjedel av de medelålders TV-tittarna.

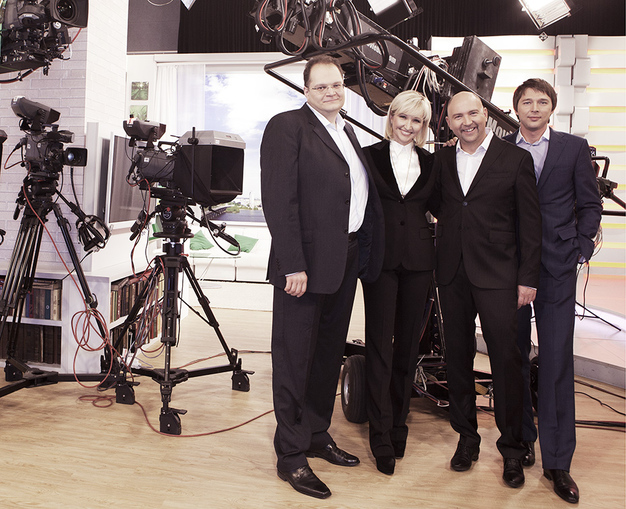
Delar av programledningen på TV-bolaget StarLightMedia, oktober 2012.
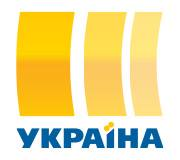
Ukrajina, kontrollerad av Rinat Achmetov, är en av de största kanalerna bland medelålders tittare.
Kanalen 1+1 ingår i den Privat-ägda 1+1 Media-gruppen.
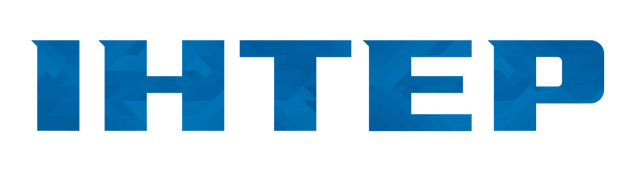
Inter har den största tittarandelen av Ukrainas kanaler.
5 Kanal ägs av Petro Porosjenko.
Ukrainas "TV1" - Persjyj  - har numera en blygsam tittarskara

## Listning av bolag och kanaler
| Företag                                               | Tittar- andel för bolaget      | Tittar- andel (juli 2014)                | Kanalnamn         | Startår                                                                            | Webbplats | Noter |
| ----------------------------------------------------- | ------------------------------ | ---------------------------------------- | ----------------- | ---------------------------------------------------------------------------------- | --- | --- |
| Natsionalna Telekompanija Ukrajiny + andra statsorgan |                                | 0,94 %                                   | Persjyj (UT-1)    | 1965                                                                               | 1.tc.com.ua | Hette UT-1 fram till 2004. |
| Natsionalna Telekompanija Ukrajiny + andra statsorgan | 0,42 %                         | Era                                      |                   |                                                                                    | TV-morgonprogram, delar kanalplats med UT-1. | |
| Natsionalna Telekompanija Ukrajiny + andra statsorgan |                                | Rada TV                                  | 1998              | tv.rada.gov.ua                                                                     | Officiell TV-kanal för Ukrainas parlament. | |
| Natsionalna Telekompanija Ukrajiny + andra statsorgan |                                | Kultura                                  | 2003              | cultureua.com                                                                      | Helt ukrainskspråkig. | |
| Natsionalna Telekompanija Ukrajiny + andra statsorgan |                                | UTR                                      | 2005              | utr.tv                                                                             | Textas på engelska för en internationell publik. Ersatte nedlagda UT-2 ("TV2").                                                                                                   | |
| Natsionalna Telekompanija Ukrajiny + andra statsorgan |                                | BTB                                      | 2012              | btbtv.com.ua                                                                       | Ägd av Ukrainas nationalbank. | |
| Natsionalna Telekompanija Ukrajiny + andra statsorgan | Regionala statskanaler (ODTRK) |                                          |                   |                                                                                    | | |
| Tonis Television                                      |                                | 0,45 %                                   | Tonis             | 1989                                                                               | https://web.archive.org/web/20141028024411/http://www.tonis.ua/ | Marknadsför sig som "den första sociala TV-kanalen".                                                                            |
| Tonis Television                                      |                                | Goldberry                                | 2008              |                                                                                    | Satellitkanal (Astra 1G). | |
| Tonis Television                                      |                                | Vintage                                  | 2012              |                                                                                    | | |
| Tonis Television                                      |                                | Eskulap                                  | 2012              |                                                                                    | | |
| StarLightMedia (kontrollerat av Viktor Pintjuk)       | 30,17 %                        | 7,68 %                                   | ICTV              | 1992                                                                               | http://ictv.ua/ | |
| StarLightMedia (kontrollerat av Viktor Pintjuk)       | 30,17 %                        | 8,66 %                                   | STB               | 1997                                                                               | http://www.stb.ua/ | |
| StarLightMedia (kontrollerat av Viktor Pintjuk)       | 30,17 %                        | 6,90 %                                   | Novyj Kanal       | 1998                                                                               | http://www.novy.tv/ | |
| StarLightMedia (kontrollerat av Viktor Pintjuk)       | 30,17 %                        | 1,14 %                                   | M1                | 2001                                                                               | http://m1.tv/ | |
| StarLightMedia (kontrollerat av Viktor Pintjuk)       | 30,17 %                        | 0,24 %                                   | M2                |                                                                                    | | |
| StarLightMedia (kontrollerat av Viktor Pintjuk)       | 30,17 %                        | 0,83 %                                   | QTV               |                                                                                    | | |
| Media Group Ukraine (kontrollerat av Rinat Achmetov)  | 10,6 %                         | 8,98 %                                   | Ukrajina          | 1993                                                                               | http://kanalukraina.tv/ | |
| Media Group Ukraine (kontrollerat av Rinat Achmetov)  | 10,6 %                         | 1,58 %                                   | NLO-TV            | 2012                                                                               | http://nlotv.com/ | |
| Media Group Ukraine (kontrollerat av Rinat Achmetov)  | 10,6 %                         | 0,55 %                                   | Futbol 1          |                                                                                    | | |
| Media Group Ukraine (kontrollerat av Rinat Achmetov)  | 10,6 %                         | 0,21 %                                   | Futbol 2          |                                                                                    | | |
| Media Group Ukraine (kontrollerat av Rinat Achmetov)  | 10,6 %                         | Regional Media Group (regionala kanaler) |                   |                                                                                    | | |
| 1+1 Media (ingår i Privat-gruppen)                    | 15,49 %                        | 3,48 %                                   | TET               | 1992                                                                               | http://tet.tv/ | Målgrupp: 14–30 år. Hette ursprungligen Tet-a-tet. Del av 1+1 Media sedan 2009.                                                 |
| 1+1 Media (ingår i Privat-gruppen)                    | 15,49 %                        | 7,24 %                                   | 1+1               | 1996                                                                               | http://www.1plus1.ua/ | |
| 1+1 Media (ingår i Privat-gruppen)                    | 15,49 %                        | 2,67 %                                   | 2+2               | 2006                                                                               | http://2plus2.ua/ | Hette ursprungligen Kino. |
| 1+1 Media (ingår i Privat-gruppen)                    | 15,49 %                        | 0,82 %                                   | PlusPlus          | 2006                                                                               | http://www.plus-plus.tv/ | Barn-TV-kanal. Hette ursprungligen CITI; relanserad under nytt namn 2012.                                                       |
| 1+1 Media (ingår i Privat-gruppen)                    | 15,49 %                        |                                          | 1+1 International | 2006                                                                               | http://int-en.1plus1.ua/ | Internationell kanal. |
| 1+1 Media (ingår i Privat-gruppen)                    | 15,49 %                        |                                          | Ukraine Today     | 2014                                                                               | http://uatoday.tv/ | Första engelskspråkiga nyhetskanalen baserad i Ukraina (jämför ryska Russia Today), lanserad augusti 2014.                      |
| 1+1 Media (ingår i Privat-gruppen)                    | 15,49 %                        | 0,09 %                                   | Unian TV          |                                                                                    | | Kopplad till nyhetsbyrån Unian.                                                                                                 |
| 1+1 Media (ingår i Privat-gruppen)                    | 15,49 %                        | 0,27 %                                   | Bigudi            |                                                                                    | | |
| Inter Media (kontrollerat av Dmytro Firtasj)          | 20,35 %                        | 9,52 %                                   | Inter             | 1996                                                                               | http://inter.ua/ | Kanalen med flest tittare. Fram till 2013 minoritetsägd av Rysslands statsägda Pervyj Kanal.                                    |
| Inter Media (kontrollerat av Dmytro Firtasj)          | 20,35 %                        | 1,20 %                                   | Enter-Film        | 2001                                                                               | https://web.archive.org/web/20180519094316/http://enterfilm.com.ua/ | |
| Inter Media (kontrollerat av Dmytro Firtasj)          | 20,35 %                        |                                          | Inter+            | 2003                                                                               | | Internationell satellitkanal.                                                                                                   |
| Inter Media (kontrollerat av Dmytro Firtasj)          | 20,35 %                        | 4,33 %                                   | NTN               | 2004                                                                               | http://ntn.ua/ | |
| Inter Media (kontrollerat av Dmytro Firtasj)          | 20,35 %                        | 2,36 %                                   | K1                | 2005                                                                               | http://k1.ua/ | |
| Inter Media (kontrollerat av Dmytro Firtasj)          | 20,35 %                        | 0,46 %                                   | K2                | 2005                                                                               | http://k2.ua/ | |
| Inter Media (kontrollerat av Dmytro Firtasj)          | 20,35 %                        | 1,68 %                                   | Mega              | 2005                                                                               | http://megatv.ua/ | Var fram till 2010 en sportkanal under namnet Megasport.                                                                        |
| Inter Media (kontrollerat av Dmytro Firtasj)          | 20,35 %                        | 1,14 %                                   | Piksel            | 2012                                                                               | http://pixelua.tv/ | |
| Inter Media (kontrollerat av Dmytro Firtasj)          | 20,35 %                        | 0,39 %                                   | Zoom              | 2013                                                                               | https://web.archive.org/web/20150101035408/http://zoomua.tv/ | Ungdomskanal, sänder bara på ukrainska.                                                                                         |
| (Petro Porosjenko)                                    |                                | 2,45 %                                   | 5 Kanal           | 2003                                                                               | http://www.5.ua/ | Nyhetsbaserad; räknades 2010 som en av få TV-kanaler med balanserade nyheter. Sänder på ukrainska.                              |
| Atigo Media                                           |                                | 0,16 %                                   | Business          | 2007                                                                               | https://web.archive.org/web/20140413184527/http://tv.business-tv.com.ua/ | Hette UBC till 2011. |
| Atigo Media                                           |                                | Dobro                                    | 2012              | http://www.dobro-tv.com/                                                           | Familjeunderhållning | |
| Atigo Media                                           |                                | A-One                                    |                   | http://a-one.com.ua/                                                               | Musikkanal (tillgänglig via satellit sedan 2011.) | |
| (Borys Kolesnikov)                                    |                                | 0,27 %                                   | Xsport            | 2012                                                                               | http://xsport.ua/ | Sportkanal. |
| UBG                                                   |                                |                                          | KRT               |                                                                                    | | |
| UBG                                                   |                                | 100                                      |                   | https://web.archive.org/web/20140701202515/http://tv100.com.ua/                    | | |
| fristående                                            |                                |                                          | 11 Kanal          | 1998                                                                               | http://www.11channel.dp.ua/ | Lokalkanal i Dnipropetrovsk, sänder både på ryska och ukrainska.                                                                |
| fristående                                            | 1,03 %                         | 24                                       |                   | http://24tv.ua/                                                                    | Sägs vara den första dygnetruntsändande ukrainska nyhetskanalen. Ryska och ukrainska.                                                                                             | |
| fristående                                            | 0,79 %                         | 112                                      |                   | http://112.ua/                                                                     | Nyhetskanal. | |
| fristående                                            | 0,38 %                         | Espreso                                  | 2013              |                                                                                    | Främst nyheter. | |
| fristående                                            |                                | Gamma                                    | 2006              | http://www.gamma.tv/                                                               | Räknar sig som den första marksända digital-TV-kanalen. Underhållning, TV-serier. Ukrainskspråkig.                                                                                | |
| fristående                                            |                                | Glas                                     |                   |                                                                                    | Dokumentärer, utbildningsprogram och underhållning | |
| fristående                                            |                                | Hromadske.TV                             | 2013              | https://web.archive.org/web/20140831232131/http://www.hromadske.tv/                | Resultatet av ett medborgarinitiativ av ukrainska journalister som tidigare arbetade för TVi. Sänder dokumentärer, politik, ekonomi och kultur via Internet.                      | |
| fristående                                            | 0,08 %                         | Maljatko TV                              |                   | http://malyatko-tv.com.ua/                                                         | Barn-TV-kanal. | |
| fristående                                            |                                | Maxxi TV                                 |                   | http://maxxi.tv/                                                                   | Marknadsför sig som en kanal för kvinnor. | |
| fristående                                            |                                | MSK                                      | 1994              | https://web.archive.org/web/20100313160153/http://www.slav.tv/                     | En internationell "slavisk" kanal (sänder på ukrainska, ryska och engelska) med program om ukrainsk kultur och historia. Kallar sig på engelska "Slavonic Channel International". | |
| fristående                                            | 0,13 %                         | Music Box UA                             |                   | http://www.musicboxua.tv/                                                          | Kallar sig för den första dans-TV-kanalen. Populärmusikinriktad, ryskspråkig. | |
| fristående                                            | 0,17 %                         | OTV                                      | 1998              | http://o-tv.tv/                                                                    | Vid starten 1998 den första ukrainska musikkanalen. Främst ukrainskspråkig. | |
| fristående                                            | 0,43 %                         | RU Music                                 |                   | https://web.archive.org/web/20140811061453/http://rumusic.tv/ru/                   | Kievbaserad kanal med rysk popmusik och nyheter från nöjesvärlden. | |
| fristående                                            | 0,19 %                         | Sontse                                   |                   | http://www.sonce.tv/                                                               | Ukrainskspråkig underhållningskanal. | |
| fristående                                            |                                | Tysa 1                                   | 2005              | https://web.archive.org/web/20140713044316/http://www.tysa1.tv/tysa1/index.php/en/ | Regional ukrainskspråkig kanal baserad i Uzjhorod. Distribueras sedan 2006 även via satellit.                                                                                     | |
| fristående                                            | 0,31 %                         | TVi                                      | 2008              | https://web.archive.org/web/20140829223854/http://tvi.ua/                          | Tidigare oberoende kanal för nyheter och samhällsbevakning. Oegentligheter april 2013 ledde till att en mängd journalister lämnade kanalen och startade Hromadske TV.             | |
| fristående                                            | 0,55 %                         | UBR                                      | 2009              |                                                                                    | Affärsnyheter. | |
| fristående                                            | 0,08 %                         | ZIK                                      |                   | http://zik.ua/                                                                     | Nyhetskanal på ukrainska, främst om västra Ukraina. | |
| lokala kanaler på Krim (2014 annekterat av Ryssland)  |                                |                                          | ATR               | 2006–15                                                                            | http://atr.ua/ | Sände på ryska och krimtatariska, baserad i Simferopol. Lades ner i april 2015 efter att Ryssland förvägrat sändningstillstånd. |
| lokala kanaler på Krim (2014 annekterat av Ryssland)  |                                | Krym                                     | (1959)            |                                                                                    | Baserad i Simferopol. | |

Noter: Utöver ovanstående kanaler har utländska TV-kanaler en viss mängd tittare i Ukraina. Juli 2014 hade exempelvis Discovery Channel en ukrainsk tittarandel på 0,36 %, TLC 0,13 % och National Geographic Channel 0,10 %. Även Rysslands TV-kanaler har en stor mängd tittare i Ukraina, via parabol och IPTV, främst i de ryskspråkiga områdena.